# 阿诺维尔
阿诺维尔（法語：Annoville，法語發音：[anɔvil]）是法国芒什省的一个市镇，属于库唐斯区。

## 地理
阿诺维尔（48°58'2"N, 1°32'12"W）面积8.47 平方千米，位于法国诺曼底大区芒什省，该省份为法国西北部沿海省份，西、北、东北三面环大西洋，东起顺时针与卡爾瓦多斯省、奧恩省、马耶讷省和伊勒-维莱讷省接壤。
与阿诺维尔接壤的市镇（或旧市镇、城区）包括：滨海欧特维尔、兰格勒维尔、谢讷河畔凯特勒维尔、埃朗盖维尔、谢讷河畔凯特勒维尔。

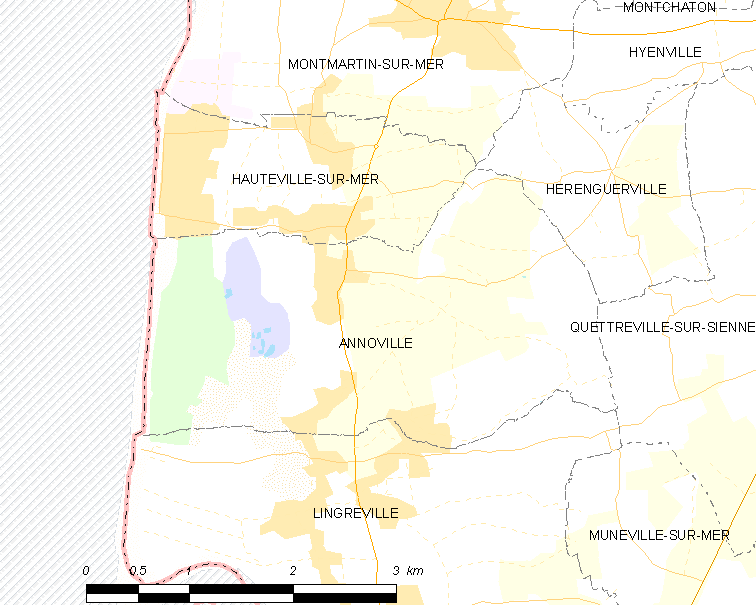
阿诺维尔的OSM定位图

阿诺维尔的时区为UTC+01:00、UTC+02:00（夏令时）。

## 行政
阿诺维尔的邮政编码为50660，INSEE市镇编码为50015。

## 政治
阿诺维尔所属的省级选区为谢讷河畔凯特勒维尔县。

## 人口

1962-2008年间阿诺维尔人口变化图示

阿诺维尔于2020年1月1日时的人口数量为641人。